# Цешкув (гмина)
Цешкув (пол. Cieszków) — сельская гмина (волость) в Польше, входит как административная единица в Миличский повет, Нижнесилезское воеводство. Население — 4656 человек (на 2004 год).

## Демография
| Перепись                       | Всего   | Всего | Женщины | Женщины | Мужчины | Мужчины |
| ------------------------------ | ------- | ----- | ------- | ------- | ------- | ------- |
| Единицы                        | человек | %     | человек | %       | человек | %       |
| Население                      | 4656    | 100   | 2363    | 50,8    | 2293    | 49,2    |
| Плотность населения (чел./км²) | 46,3    | 46,3  | 23,5    | 23,5    | 22,8    | 22,8    |

## Сельские округа
1. Бядашка
2. Бжезина
3. Цешкув
4. Дзядково
5. Гуры
6. Гузовице
7. Янкова
8. Явор
9. Новы-Фольварк
10. Пакославско
11. Ракловице
12. Сендрашице
13. Слабоцин
14. Тшебицко
15. Уязд
16. Венжовице
17. Звежинец

## Поселения
1. Гжебелин
2. Пусткув
3. Тшебицко-Дольне
4. Тшебицко-Пяски
5. Зыманув

## Соседние гмины
1. Гмина Ютросин
2. Гмина Милич
3. Гмина Здуны